# Автошлях Т 0737
Автошля́х Т 0737 — автомобільний шлях територіального значення у Закарпатській області. Пролягає територією Хустського та Тячівського районів через Хуст — Шаян — Вишково — Буштино. З під'їздом до санаторію «Шаян». Загальна довжина — 23,2 км.

## Маршрут
Автошлях проходить через такі населені пункти:
| Автошлях Т 0737      |     |
| Закарпатська область |     |
| Хустський район      |     |
| Хуст                 |     |
| Велятино             |     |
| Шаян                 |     |
| Вишково              |     |
| Тячівський район     |     |
| Буштино              | Н09 |